# Litoscirtus platynotus
Litoscirtus platynotus är en insektsart som beskrevs av John Lightfoot och Weissman 1991. Litoscirtus platynotus ingår i släktet Litoscirtus och familjen Romaleidae. Inga underarter finns listade i Catalogue of Life.